# Dvärgpigg
Dvärgpigg (Mucronella calva) är en svampart som först beskrevs av Alb. & Schwein., och fick sitt nu gällande namn av Elias Fries 1874. Dvärgpigg ingår i släktet Mucronella och familjen fingersvampar.  Arten är reproducerande i Sverige. Inga underarter finns listade i Catalogue of Life.